# Max Ras
Max Ras (* 4. Juni 1889 in Graz; † 12. Januar 1966 in Basel), eigentlich Max Adolf Rasworscheg, war ein schweizerischer Journalist und Verleger.

## Leben
Ras, der Sohn eines Schneiders, war ab 1905 in der Schweiz (1917 in Stein eingebürgert). Er machte eine Schlosserlehre in Zürich und absolvierte 1908 die Matura in Bern. Anschliessend belegte er ein Medizinstudium, das er jedoch abbrach. Ab 1909 arbeitete Ras als Stenograf bei der Schweizerischen Depeschenagentur in Zürich, 1916 wechselte er zu den Basler Nachrichten. 1926 gründete Ras den Schweizerischen Beobachter. Im Januar 1927 wurde die erste Ausgabe in einer Auflage von 661.404 Exemplaren gratis an alle Haushalte der Deutschschweiz verteilt. Zu dieser Zeit erschien der Beobachter noch monatlich.